# Tierpark Berlin

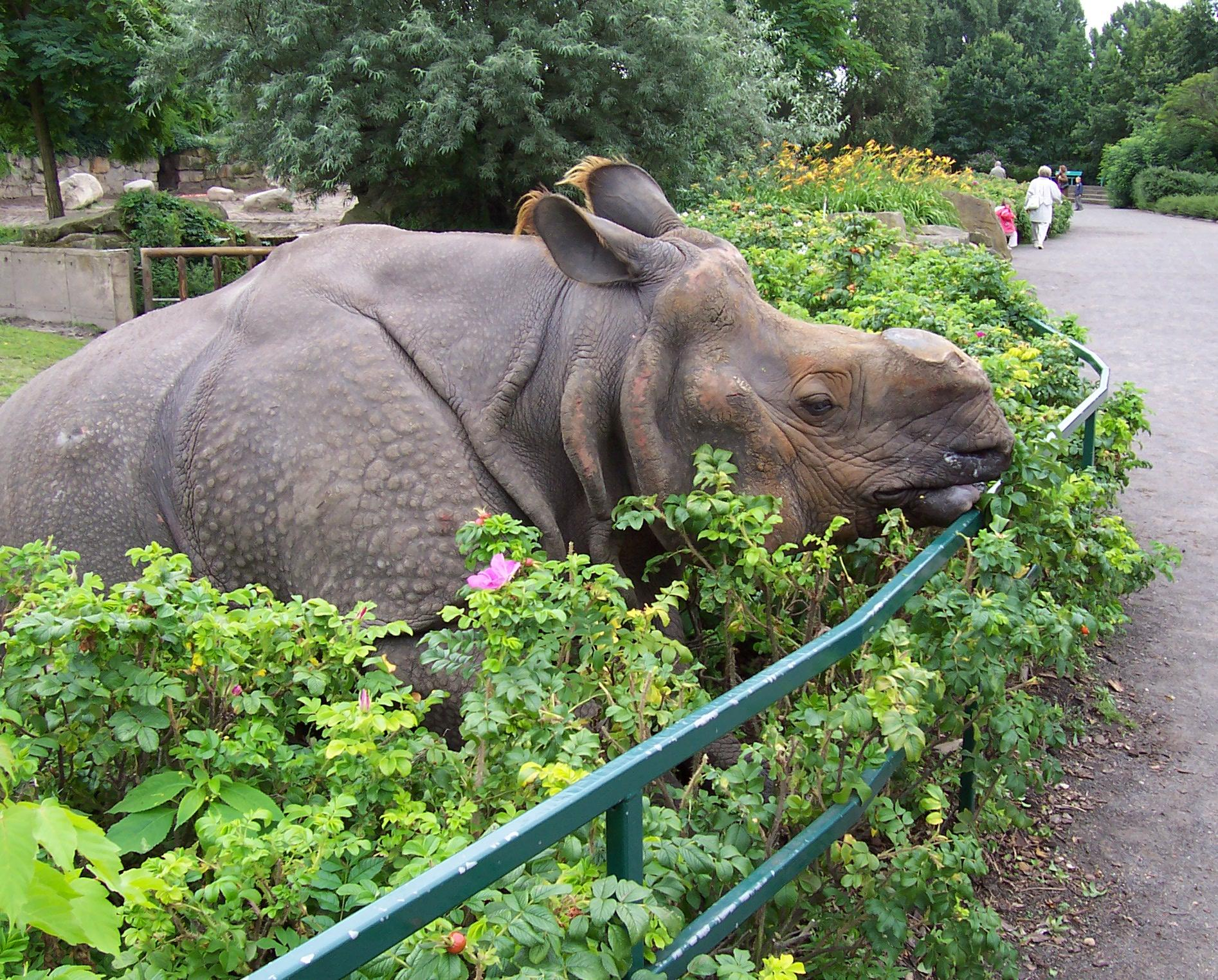
Indisk pansarnoshörning i Tierpark Berlin.

Tierpark Berlin är en av Berlins två djurparker och ligger i stadsdelen Friedrichsfelde i stadsdelsområdet Lichtenberg.
Parken har en yta av 160 hektar och har över 7 500 djur. De tillhörande trädgårdsanläggningar ger hela området ett utseende av en landskapspark. Under de senaste åren blev djurparken känd för lyckad avel av elefanter. Det är även en av de få djurparker i mellersta Europa som visar myskoxar.

## Historia

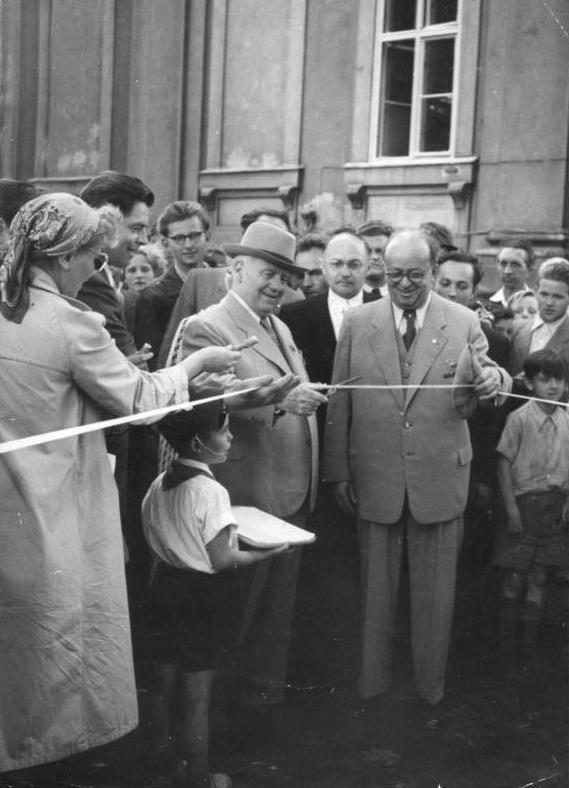
Tierpark Berlin invigs.

Tierpark Berlin skapades på grund av Berlins uppdelning efter andra världskriget. Berlin Zoo hamnade i den brittiska ockupationszonen vilket innebar att den sovjetiska zonen, som senare blev huvudstaden för Östtyskland, saknade djurpark.
Skapandet av djurparken påbörjades den 30 november 1954 och utfördes av frivilliga. Invigningen ägde rum den 2 juli 1955 under medverkan av Östberlins borgmästare Friedrich Ebert och Östtysklands president Wilhelm Pieck. Vid denna tidpunkt fanns redan cirka 400 djur tillhörande 120 arter på plats. Tidvis fanns över 10 000 djur i parken. Redan under parkens uppbyggnad organiserades djurbeståndet av zoologen Heinrich Dathe som senare blev parkens direktör.
Landskapsparken vid slottet Friedrichsfelde, som 1821 skapades av Peter Joseph Lenné, integrerades i djurparken.
Parken utökades stegvis med nya hus för tillkommande djurarter. Till exempel färdigställdes 1963 ett stort hus för rovdjur och tropiska djurarter som fick namn efter zoologen Alfred Brehm.
Kort efter Tysklands återförening uppkom en diskussion om Berlin verkligen behövde två djurparker. När biologen Bernhard Blaszkiewitz 1991 blev direktör slutade debatten. 2007 blev Blaszkiewitz även chef för Berlins zoo.
2007 skedde djurparkens enda dödsfall när en kvinnlig djurskötare blev kvävd av en myskoxe. I utredningen framkom att ett lås som skiljer två delar av inhägnaden inte satt riktigt fast.

## Stamböcker
Som del av ett samarbete mellan världens djurparker förs fyra stamböcker för följande vilda djurarter eller underarter i fångenskap vid Tierpark Berlin.
- Afrikansk vildåsna (Equus africanus)
- Halvåsna (Equus hemionus)
- En underart till sikahjort (Cervus nippon pseudaxis)
- En underart till dovhjort (Dama dama mesopotamica)

## Kommunikationer
Till djurparken kan man ta sig med tunnelbanan (U-Bahn) linje U5 mot Hönow till stationen Tierpark. Även Berlins spårväg och busstrafik har hållplatser vid djurparken.